# Glaucocharis furculella
Glaucocharis furculella là một loài bướm đêm trong họ Crambidae.